# Hadjina carcaroda
Hadjina carcaroda är en fjärilsart som beskrevs av William Lucas Distant 1901. Hadjina carcaroda ingår i släktet Hadjina och familjen nattflyn. Inga underarter finns listade i Catalogue of Life.